# Carmelo Pittera
Carmelo Pittera (Catania, 11 ottobre 1944) è un allenatore di pallavolo italiano.

## Carriera

Pittera (in piedi, secondo da sinistra) tecnico della Marconi nella stagione 1989-90

Iniziò come allenatore del Catania nel 1972. Nel 1977-78 portò la squadra alla vittoria dello scudetto: fu la prima affermazione di una società siciliana in un campionato italiano.
Il 6 giugno 1978 esordì nel Campionato mondiale come commissario tecnico della nazionale italiana. Portò con sé Toni Alessandro, Massimo Concetti, Fabrizio Nassi, Nello Greco, Antonio Scilipoti e Carlo Cirota, tutti scudettati con il Catania, che furono fondamentali nel cammino azzurro: la squadra vinse la semifinale contro la più quotata nazionale cubana e poi perse la finale contro la nazionale sovietica, raggiungendo comunque quello che, all'epoca, era il migliore risultato nella storia della pallavolo italiana.
Dal 1982 divenne direttore tecnico della nazionale. Ricoprì l'incarico fino al 1988, guidando anche gli allenatori Nino Cuco, Silvano Prandi, Alexander Skiba e Michelangelo Lo Bianco. Diresse 197 gare della nazionale (meglio di lui solo Julio Velasco), partecipando ai Giochi olimpici di Mosca 1980, Los Angeles 1984 e Seul 1988 oltreché ad alcuni mondiali.
Ritornato ad allenare nel campionato italiano, nel quinquennio 1986-1991 sedette sulla panchina della Marconi di Spoleto, traghettandola dalla Serie B al debutto in A1: fu l'esordio assoluto per una società umbra nella massima serie pallavolistica. La stagione successiva passò sulla panchina del nepromosso Città di Castello, retrocedendo alla fine della stagione in Serie A2. Per l'annata 1992-93 tornò al Catania, allenandone le giovanili.

Pittera (in piedi, terzo da sinistra) tecnico del Petrarca nella stagione 1993-94

Approdò quindi sulla panchina del Petrarca di Padova, con cui vinse la Coppa CEV nell'edizione 1993-94; venne esonerato dalla società patavina nel gennaio 1995, prima della fine del campionato, dopo 10 sconfitte consecutive. Nello stesso anno assunse l'incarico di selezionatore della nazionale egiziana, con cui vinse i VI Giochi panafricani nel 1995, partecipò al torneo olimpico di Atlanta 1996 e si qualificò con la nazionale giovanile egiziana al mondiale.
Nell'annata 1997-98 tornò in Italia per allenare la Virtus Reggio Calabria, squadra femminile di Serie A1. Nel campionato 1999-00 ritornò al maschile guidando il Cutrofiano in Serie A2. Nella stagione 2000-01 andò al Trasimeno di Castiglione del Lago, che portò in Serie A2; la squadra, dopo il trasferimento di sede, cambierà poi nome in Perugia.
Nella stagione 2002-03 passò alla guida della nazionale qatariota, affiancato dal secondo allenatore Gaetano Reale. Contemporaneamente diventò docente nel corso di laurea in Scienze motorie dell'università Tor Vergata di Roma, e poi selezionatore dell'under 14 femminile e dell'under 15 maschile del comitato provinciale della FIPAV di Gorizia.
Nel 2007 diventò allenatore della nazionale italiana Veterans, con la quale nell'ottobre dello stesso anno partecipò a Loutraki, in Grecia, al primo Campionato europeo Veterans, vincendolo.

## Palmarès

### Club
- Campionato italiano: 1

1977-78
- Coppa CEV: 1

1993-94

## Opere
- Pallavolo: dentro un movimento, con Dario Riva Violetta, Tringale Editore, 1982.
- Pallavolo: dentro un movimento 2, con Paolo Pedata e Paolo Pasqualoni, Carletti Mariucci, 2011, ISBN 88-6028-260-8.